# 대한민국의 정당 목록
대한민국의 정당은 헌법 제8조에 의해 규정된 정당을 의미한다. 헌법은 정당 설립의 자유와 복수정당제를 보장하고 있으며 민주주의의 원리에 의거하여 운영되도록 규정하고 있다. 또, 민주적 기본질서를 반하는 정당에 대한 위헌정당 해산제도를 두고 있다. 그리고 정당의 운영에 관하여는 정당법 및 정치자금법과 공직선거법 등의 통제를 받고 있다.

## 헌법 규정
대한민국 헌법 제8조는 정당에 대하여 아래와 같이 규정하고 있다.

1. 정당의 설립은 자유이며, 복수정당제는 보장된다.
2. 정당은 그 목적 · 조직과 활동이 민주적이어야 하며, 국민의 정치적 의사형성에 참여하는데 필요한 조직을 가져야 한다.
3. 정당은 법률이 정하는 바에 의하여 국가의 보호를 받으며, 국가는 법률이 정하는 바에 의하여 정당운영에 필요한 자금을 보조할 수 있다.
4. 정당의 목적이나 활동이 민주적 기본질서에 위배될 때에는 정부는 헌법재판소에 그 해산을 제소할 수 있고, 정당은 헌법재판소의 심판에 의하여 해산된다.

## 원내정당
| 구분       | 정당           | 정당         | 제22대 총선 결과 | 제22대 총선 결과 | 제22대 총선 결과      | 2025년 8월 5일 기준   | 2025년 8월 5일 기준   | 2025년 8월 5일 기준 |
| 구분       | 정당           | 정당         | 지역구           | 비례대표         | 합계                  | 지역구                | 비례대표              | 합계                |
| ---------- | -------------- | ------------ | ---------------- | ---------------- | --------------------- | --------------------- | --------------------- | ------------------- |
| 교섭단체   |                | 더불어민주당 | 161석            | -                | 161석                 | 158석                 | 8석                   | 166석               |
| 교섭단체   |                | 국민의힘     | 90석             | -                | 90석                  | 89석                  | 18석                  | 107석               |
| 비교섭단체 |                |              |                  |                  |                       |                       |                       |                     |
|            | 조국혁신당     | -            | 12석             | 12석             | 0석                   | 12석                  | 12석                  |                     |
|            | 진보당         | 1석          | -                | 1석              | 1석                   | 3석                   | 4석                   |                     |
|            | 개혁신당       | 1석          | 2석              | 3석              | 1석                   | 2석                   | 3석                   |                     |
|            | 기본소득당     | 0석          | -                | 0석              | 0석                   | 1석                   | 1석                   |                     |
|            | 사회민주당     | -            | -                | -                | 0석                   | 1석                   | 1석                   |                     |
|            | 국민의미래     | -            | 18석             | 18석             | 국민의힘으로 합당     | 국민의힘으로 합당     | 국민의힘으로 합당     |                     |
|            | 더불어민주연합 | -            | 14석             | 14석             | 더불어민주당으로 합당 | 더불어민주당으로 합당 | 더불어민주당으로 합당 |                     |
|            | 새미래민주당   | 1석          | 0석              | 1석              | 0석                   | 0석                   | 0석                   |                     |
|            | 무소속         | 0석          | -                | 0석              | 3석                   | 1석                   | 4석                   |                     |
| 재적       | 재적           | 재적         | 254석            | 46석             | 300석                 | 252석                 | 46석                  | 298석               |

## 정당 등록 현황
- 2025년 8월 16일 기준[1]
- 굵은 글씨는 원내정당이다.

| 정당명                                                                | 등록일      | 대표자         | 사무소 소재지                                                                   |
| --------------------------------------------------------------------- | ----------- | -------------- | ------------------------------------------------------------------------------- |
| 가가국민참여신당 (국민참여신당)                                       | 2015.12.02. | 박정원         | 서울특별시 서대문구 충정로3가 3-25                                              |
| 가나반공정당코리아 (코리아당, 반공정당코리아, 반공코리아당, 반공정당) | 2012.11.13. | 류승구         | 서울특별시 종로구 진흥로 432, 5층 10호 / 서울특별시 종로구 구기동 249           |
| 개혁신당                                                              | 2024.01.25. | 이준석         | 서울특별시 영등포구 국회대로 800, 729호                                         |
| 거지당                                                                | 2020.12.14. | 김준수         | 서울특별시 구로구 경인로55길 21, A동 202호(구로동, 우성빌딩)                    |
| 공화당                                                                | 2020.03.24. | 김재원         | 서울특별시 용산구 한강대로76길 16, 4층                                          |
| 국가혁명당                                                            | 2019.09.11. | 송순권         | 서울특별시 영등포구 국회대로70길 15-1, 602호~606호, 906호                       |
| 국민대통합당 (통합당)                                                 | 2015.10.07. | 김천식         | 서울특별시 성동구 성수2가 성덕정길 122, 영광빌딩 2층                            |
| 국민연합                                                              | 2017.04.15. | 김현욱         | 서울특별시 종로구 삼청로 125, 대하빌딩 2층                                      |
| 국민의힘                                                              | 2020.02.18. | 송언석         | 서울특별시 영등포구 국회대로74길 12, 국민의힘 지하1층, 3층, 5층, 6층, 9층, 10층 |
| 국민주권당 (주권당)                                                   | 2023.12.28  | 박준의, 구산하 | 서울특별시 마포구 마포대로 15 현대빌딩 516호                                    |
| 국민통합연대                                                          | 2023.05.15  | 권혁민         | 서울특별시 영등포구 국회대로36길 6-1, 2층-J246호                                |
| 기독당                                                                | 2020.08.24. | 박두식         | 서울특별시 서초구 서초대로27길 39-4                                             |
| 기본소득당                                                            | 2020.01.22. | 용혜인         | 서울특별시 영등포구 국회대로70길 15-1 극동VIP 302호                             |
| 내일로미래로                                                          | 2020.03.06. | 최창원, 정현모 | 서울특별시 영등포구 국회대로 76길 18, 오성빌딩 503호                            |
| 노동당                                                                | 2012.10.22. | 이백윤         | 서울특별시 영등포구 당산동 2가 32-4, 창덕빌딩 4층                               |
| 노인복지당 (복지당)                                                   | 2016.02.15. | 이경열         | 서울특별시 영등포구 국회대로62길 14 한국스카우트연맹 5층                        |
| 녹색당                                                                | 2012.10.22. | 이상현         | 서울특별시 마포구 양화진4길 33-12, 3층                                          |
| 대중민주당 (대중당)                                                   | 2024.03.21. | (공석)         | 서울특별시 용산구 한강대로 330, 신성빌딩 2층                                    |
| 대한국민당 (대국당)                                                   | 2021.06.04  | 김종갑         | 서울특별시 종로구 종로 222, 광동빌딩 22호                                       |
| 대한당                                                                | 2016.02.15. | 이석인         | 서울특별시 동작구 성대로 42, 2층                                                |
| 대한민국당 (대민당)                                                   | 2012.07.16. | 김삼생         | 서울특별시 중구 남대문로9길 51 (을지로1가, 효덕빌딩 507호)                      |
| 대한상공인당 (상공인당)                                               | 2024.03.18. | (공석)         | 서울특별시 종로구 창신길 55, 2층                                                |
| 더불어민주당 (민주당, 더민주)                                         | 2014.03.26. | 정청래         | 서울특별시 영등포구 국회대로68길 7                                              |
| 미래당                                                                | 2017.03.20. | 최지선         | 서울특별시 서초구 서초중앙로 18길 31, 2층                                       |
| 민주평화당                                                            | 2020.02.27. | 남일           | 서울특별시 영등포구 국회대로 632, KLK유윈시티 807호                             |
| 민중민주당 (민중당)                                                   | 2016.11.21. | 이상훈         | 서울특별시 종로구 종로 19, 르메이에르 종로타운 A동 1107호                       |
| 사회민주당 (사민당)                                                   | 2024.02.15. | 한창민         | 서울특별시 영등포구 국회대로72길 22, 가든빌딩 301호                             |
| 새누리당                                                              | 2017.04.10. | 성영애         | 서울특별시 강남구 밤고개로1길 10, 1603호                                        |
| 새미래민주당 (새민주)                                                 | 2024.02.19. | 전병헌         | 서울특별시 영등포구 국회대로70길 18, 1007호, 1207호, 1208호(여의도동, 한양빌딩) |
| 소나무당 (송당)                                                       | 2024.03.18. | 송영길         | 서울특별시 영등포구 국회대로76길 33, 중앙보훈회관 602호                         |
| 여성의당 (여성당)                                                     | 2020.03.16. | 박진숙         | 서울특별시 성북구 동소문로10길 8(동소문동3가) 2층                               |
| 열린민주당 (열린당)                                                   | 2022.12.23. | 김인태         | 서울특별시 영등포구 국회대로 76길 33, 702호                                     |
| 우리공화당                                                            | 2020.03.06. | 조원진         | 서울특별시 영등포구 국회대로 640, 4층(영등포동7가, 준빌딩)                      |
| 자유민주당                                                            | 2021.03.15. | 고영주         | 서울특별시 마포구 큰우물로 75, 성지빌딩 405호                                   |
| 자유와혁신                                                            | 2015.08.18. | 황교안         | 서울특별시 용산구 청파로45길 19, 복조빌딩 3층                                   |
| 자유통일당                                                            | 2016.03.16. | 김종대         | 서울특별시 영등포구 국회대로74길 10, 8층                                        |
| 정의당                                                                | 2012.10.31. | 권영국         | 서울특별시 구로구 디지털로33길 55, 이앤씨벤처드림타워2차 1011호                 |
| 조국혁신당 (혁신당)                                                   | 2024.03.07. | 김선민         | 서울특별시 영등포구 국회대로70길 15-1, 808호                                    |
| 중도혁신당                                                            | 2024.03.07. | 김중일, 이기남 | 서울특별시 영등포구 영신로 166, 303호(영등포6가, 반도아이비밸리)                |
| 진보당                                                                | 2017.10.26. | 김재연         | 서울특별시 종로구 인사동5길 26, 401호                                           |
| 태건당                                                                | 2024.02.27  | 방상용         | 서울특별시 송파구 가락로 103, 202호                                             |
| 통일한국당                                                            | 2021.06.04  | 이경희         | 서울특별시 동대문구 휘경로2길 10, 501호                                         |
| 한국국민당                                                            | 2015.08.04. | 윤영오         | 서울특별시 강남구 양재대로 478 (개포동 128-2)                                   |
| 한국농어민당 (농어민당)                                               | 2023.11.20. | 김도건         | 서울특별시 영등포구 국회대로 780, 830호(여의도동, LG에클라트오피스텔)           |
| 한국독립당 (한독당)                                                   | 2007.08.08. | 조규면         | 서울특별시 종로구 삼청로 138(삼청동)                                            |
| 한나라당                                                              | 2013.04.15. | 이태희         | 서울특별시 종로구 자하문로1라길 5, 6층 (체부동, 진선미 빌라)                    |
| 한류연합당                                                            | 2021.01.26  | 김영종         | 서울특별시 강남구 논현로64, 삼우빌딩 2층                                        |
| 한반도미래당 (한미당)                                                 | 2023.12.20  | 김정선         | 서울특별시 서초구 동광로12길 120-10, 2층                                        |
| 홍익당                                                                | 2017.04.10. | 윤홍식         | 서울특별시 은평구 의상봉길 20, 1층                                              |

## 정책연구원
- 2025년 8월 16일 기준
- 다음은 중앙선거관리위원회에 등재되어 있는 정책연구소의[2] 정책연구소는 정당법 제38조에 따라 설치되었다.[3]

| 정책연구원         | 정당명       | 이사장 | 원장   | 설립일           |
| ------------------ | ------------ | ------ | ------ | ---------------- |
| 민주연구원         | 더불어민주당 | 정청래 | 이한주 | 2008년 8월 21일  |
| 여의도연구원       | 국민의힘     | 송언석 | (공석) | 1995년 2월 3일   |
| 혁신정책연구원     | 조국혁신당   | 김선민 | 서왕진 | 2024년 6월 11일  |
| 진보정책연구원     | 진보당       | 김재연 | 신석진 | 2018년 1월 12일  |
| 개혁연구원         | 개혁신당     | 이준석 | 김두수 | 2023년 11월 15일 |
| 기본소득정책연구소 | 기본소득당   | 용혜인 | 오준호 | 2020년 10월 27일 |
| 불평등연구소       | 사회민주당   | 천호선 | 천호선 | 2024년 11월 21일 |
| 혁신과미래연구원   | 민주평화당   | 서진희 | 오세문 | 2018년 10월 30일 |
| 민주평화연구원     | 민주평화당   | (공석) | (공석) | 2018년 3월 15일  |
| 새미래연구원       | 새미래민주당 | 전병헌 | 김성주 | 2024년 6월 25일  |
| 애국정책전략연구원 | 우리공화당   | 조원진 | 이주천 | 2018년 12월 11일 |
| 광화문연구원       | 자유통일당   | 김종대 | (공석) | 2024년 12월 24일 |
| 정의정책연구소     | 정의당       | 조돈문 | (공석) | 2013년 12월 11일 |

## 같이 보기
- 나라별 주요 정당 목록
- 대한민국의 정치
- 대한민국의 보수주의
- 대한민국의 자유주의
- 대한민국의 진보주의
- 대한민국의 역대 정당
  - 대한민국의 보수정당
  - 대한민국의 민주당계 정당
  - 대한민국의 진보정당
  - 대한민국의 종교정당